# Zona Urbana Ejidal
Zona Urbana Ejidal är en ort i Mexiko.   Den ligger i kommunen Acatlán de Pérez Figueroa och delstaten Oaxaca, i den sydöstra delen av landet, 290 km öster om huvudstaden Mexico City. Zona Urbana Ejidal ligger 136 meter över havet och antalet invånare är 1 676.
Terrängen runt Zona Urbana Ejidal är kuperad åt sydväst, men åt nordost är den platt. Runt Zona Urbana Ejidal är det ganska tätbefolkat, med 144 invånare per kvadratkilometer. Närmaste större samhälle är Acatlán de Pérez Figueroa, 1,9 km väster om Zona Urbana Ejidal. I omgivningarna runt Zona Urbana Ejidal växer i huvudsak städsegrön lövskog.